# 骑士岛教堂

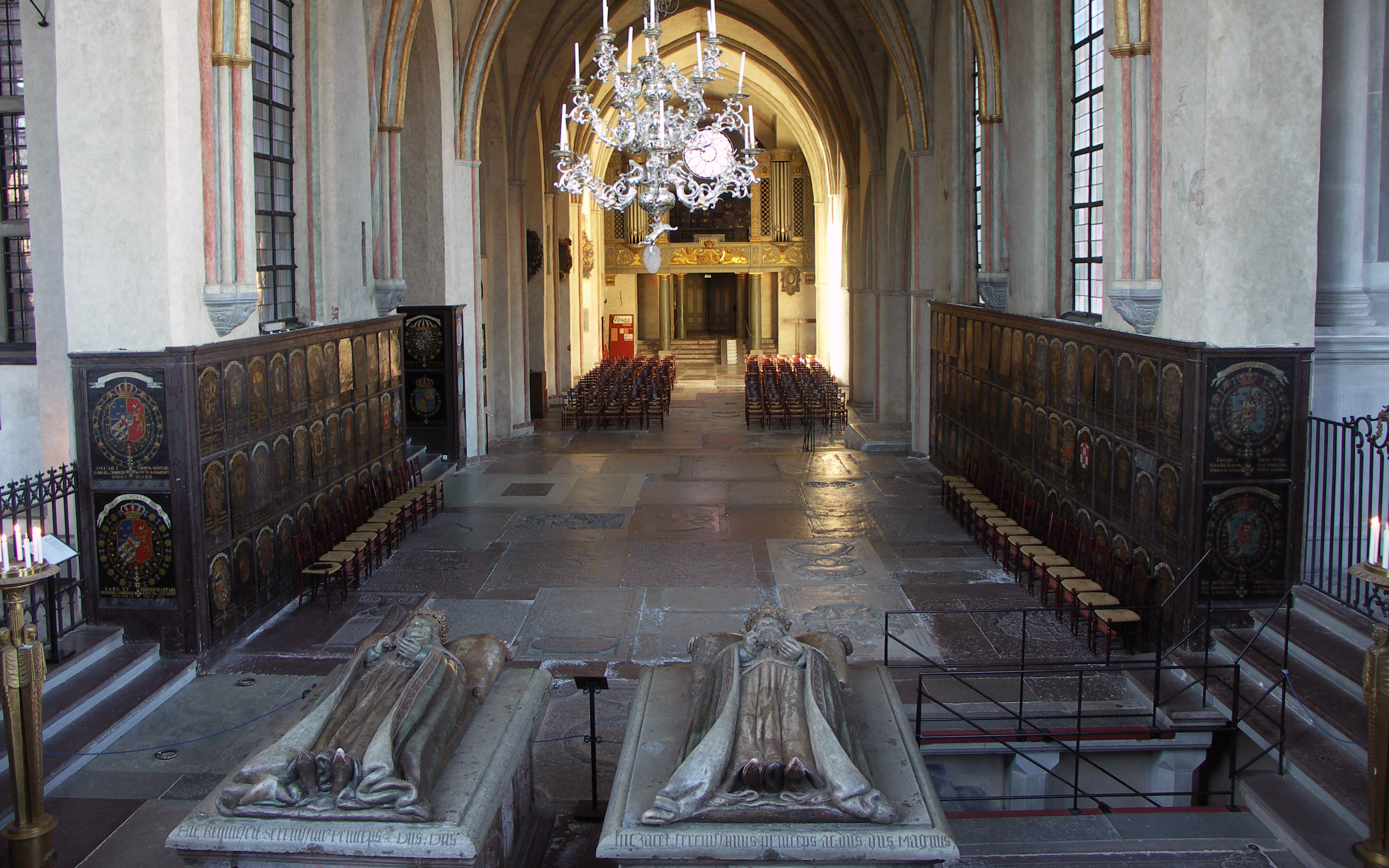
内部圣坛

骑士岛教堂（瑞典語：Riddarholmskyrkan）是瑞典君主的葬礼教堂，位于斯德哥尔摩的骑士岛，在斯德哥尔摩王宫所在的斯德哥尔摩老城西部。该教堂的教会团体已经于1807年解散，目前仅用于埋葬和纪念用途。马格努斯三世·拉杜洛斯（卒于1290年）、卡尔八世（卒于1470年），以及从古斯塔夫二世·阿道夫（卒于1632年）到古斯塔夫五世（卒于1950年）的瑞典君主都埋葬在这里。
骑士岛教堂是斯德哥尔摩最古老的建筑之一，其中部分可以追溯到13世纪后期，当时它是方济各会修道院。宗教改革以后，修道院被关闭，改为一个新教教堂。约翰二世统治时期，增加了一个尖顶，1835年7月28日被闪电击毁，此后代之以目前的铸铁尖顶。
教堂墙上有撒拉弗骑士团的会徽。当该团骑士死去时，他的徽章就悬挂在这座教堂，葬礼举行时，教堂钟声将会从12:00到13:00不断响起。

## 外部連結
- The Riddarholm Church at the Royal Court's website （页面存档备份，存于）
- 骑士岛教堂，Find a Grave

59°19′29″N 18°03′53″E / 59.32472°N 18.06472°E